# Fred Fehl
Fred Fehl (* 21. Januar 1906 in Wien, Österreich-Ungarn; † 4. Oktober 1995 in New York City) war ein US-amerikanischer Theaterfotograf.

## Leben
Fred Fehl war ein Cousin des Erfinders der Leiterplatten Paul Eisler (1907–1992) und des Kunsthistorikers Philipp Fehl (1920–2000). Nach dem Anschluss Österreichs emigrierte er 1939 in die USA. Dort schlug er sich zunächst als Kinderfotograf durch. Seine Aufnahmen von Theaterproduktionen fanden Anklang, und Fehl etablierte sich als einer der führenden  Theaterfotografen, die nicht mehr nachgestellte Szenen im Atelier aufnahmen. Fehl nutzte die technische Entwicklung der Fotografie, insbesondere der Filmempfindlichkeit, um das unmittelbare Bühnengeschehen aufzunehmen und verzichtete auch auf zusätzliche Beleuchtung.
Fehl fotografierte zwischen 1940 und 1985 mehr als 1000 Theaterproduktionen und arbeitete mit mehr als 50 Ballettkompanien und Choreographen zusammen. Mit dem New York City Ballet hatte er einen festen Kontrakt. 1976 stellte er 450 von 100.000 Aufnahmen in der Library for the Performing Arts im Lincoln Center aus.
Er wohnte mit Margaret Fehl in Manhattan.

## Fotobände (Auswahl)
- Giselle & Albrecht: American Ballet Theatre's romantic lovers. Text Doris Hering. New York: Dance Horizons, 1981
- Stars of the Broadway stage, 1940–1967 : in performance photographs. New York: Dover Publications, 1983
- Stars of the American ballet theatre in performance photographs. New York: Dover Publ., 1984